# Коростишівський Платонов
«Коростишівський Платонов» — роман українського письменника Олександра Клименка, вийшов друком 2010 року у видавництві «Ярославів Вал». Твір присвячено батькові письменника. Автор передмови Василь Слапчук. В оформленні обкладинки використано картину Рафаеля «Святий Георгій перемагає дракона».

## Сюжет
У романі «Коростишівський Платонов» розповідається про двох побратимів — луцького джазового музиканта Андрія та коростишівського письменника Василя Місяця, чия творчість щільно пов’язана з літературною діяльністю Андрія Платонова. Дійство твору відбувається у Коростишеві, Луцьку, Житомирі, Травневому, а також у вигаданих місті N та селищі Високі Горби. Текст твору складається з двох частин — розповіді про Андрія та «Автобіографічної книги про А. Платонова, написаної коростишівським письменником В. Місяцем». У романі реальність поєднується з вигадкою. У першій (реалістичній) частині твору розповідається про те, як Андрій, довідавшись про смертельну хворобу дівчинки Ніни, яка навчається в одному класі з його донькою, ціною неабияких душевних зусиль рятує Ніну від неминучої смерті. У сюрреалістичній «Автобіографічній книзі про А. Платонова» розповідається про творче та духовне становлення Василя Місяця, про те, як він знайшов на лавці у коростишівському парку книжку Андрія Платонова і почав писати літературні твори, перебуваючи під враженням від прочитання романів «Ювенільне море», «Котлован», «Чевенгур». У художній уяві Місяця Платонов оживає, і Василь «оселяє» його разом із дружиною Марією Олександрівною Платоновою та донькою Марійкою у селі Травневому. Платонов розповідає Василеві про смерть свого сина Платона, який, повернувшись зі сталінського табору, у юному віці помер від туберкульозу. Почуте вражає Василя. Знаючи, що у своїх творах Андрій Платонов писав про масовий голод, Місяць вирішує за будь-яку ціну посприяти воскресінню Платона та всіх померлих у часи голоду дітей. Серед героїв роману — Юрій Переможець, Ернест Хемінгуей, Квітка Цісик.

## Стиль
Роман написаний у стилі постмодернізму та сюрреалізму.

## Рецензії
- Євген Баран. Реінкарнаційний літопис Сашка Клименка — ЛітАкцент, 2011
- Ігор Котик. Троє повернень — Кур’єр Кривбасу, № 264-265, листопад-грудень 2011 [Архівовано 10 Листопада 2022 у Wayback Machine.]
- Михайло Слабошпицький. Олександр Клименко та його проза і критика — «Золота пектораль», 2013 [Архівовано 31 Грудня 2017 у Wayback Machine.]
- Галина Пагутяк. Українська книга: «Коростишівський Платонов» Олександра Клименка — «Кримська світлиця», 08.10.2021 [Архівовано 15 Жовтня 2021 у Wayback Machine.]

## Переклади
Роман «Коростишівський Платонов» в авторському перекладі на російську надруковано в журналі «Подъём» (№5, 2012, Воронеж), публікацію приурочено до II міжнародного Платонівського фестивалю мистецтв.

## Нагороди
- 2011 — Міжнародна літературна премія ім. Григорія Сковороди «Сад божественних пісень»[8].